# Saint-Genis-les-Ollières
Saint-Genis-les-Ollières è un comune francese di 4 563 abitanti situato nella metropoli di Lione della regione Alvernia-Rodano-Alpi.

## Società

### Evoluzione demografica
Abitanti censiti